# Римон
Римо́н (фр. Rimont) — коммуна во Франции, находится в регионе Юг — Пиренеи. Департамент коммуны — Арьеж. Входит в состав кантона Сен-Жирон. Округ коммуны — Сен-Жирон.
Код INSEE коммуны — 09246.
21 августа 1944 Римон был сожжён отступающими немецкими войсками. 19 июня 1950 года была официально открыта восстановленная коммуна.

## Население
Население коммуны на 2008 год составляло 555 человек.
| 1962 | 1968 | 1975 | 1982 | 1990 | 1999 | 2008 |
| ---- | ---- | ---- | ---- | ---- | ---- | ---- |
| 482  | 554  | 519  | 504  | 513  | 501  | 555  |

## Экономика
В 2007 году среди 328 человек в трудоспособном возрасте (15—64 лет) 231 были экономически активными, 97 — неактивными (показатель активности — 70,4 %, в 1999 году было 72,3 %). Из 231 активных работали 208 человек (107 мужчин и 101 женщина), безработных было 23 (13 мужчин и 10 женщин). Среди 97 неактивных 20 человек были учениками или студентами, 39 — пенсионерами, 38 были неактивными по другим причинам.